# Chiromo
Chiromo est une ville du sud du Malawi, sur la rivière Shire.
La banlieue de Nairobi près de Westlands, ainsi que le campus de Chiromo de l'université de Nairobi tirent leur nom de celui de cette ville. L'explorateur anglais Ewart Grogan (en), lorsqu'il voit les deux cours d'eau qui se rejoignent à Nairobi, dit que l'endroit lui rappelle cette ville du sud du Malawi, et il lui donne ce nom. Chiromo signifie « confluence ».

## Transport
La ville possède une gare sur la voie de chemin de fer menant à Blantyre.

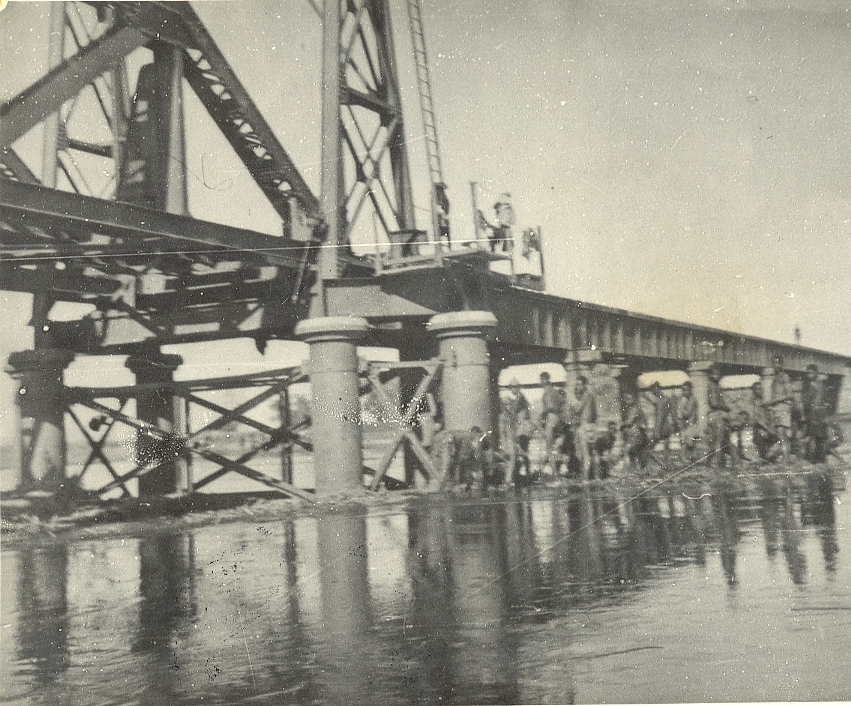
Le pont en cours de reconstruction.

Elle est, durant des années, au début du XXe siècle, le cœur de l'industrie du coton et possède un des meilleurs ponts d'Afrique du moment. Le pont est sévèrement endommagé au début des années 1990.